# Belinskij rajon
Il Belinskij rajon (in russo Белинский район?) è un rajon dell'Oblast' di Penza, nella Russia europea; il capoluogo è Belinskij. Istituito il 16 luglio 1928, ricopre una superficie di 2.100 chilometri quadrati.